# Corbélia
Corbélia is een gemeente in de Braziliaanse deelstaat Paraná. De gemeente telt 15.850 inwoners (schatting 2009).

## Aangrenzende gemeenten
De gemeente grenst aan Anahy, Braganey, Cafelândia, Cascavel, Iguatu, Nova Aurora en Ubiratã.